# Die Venus vom Montmartre
Die Venus vom Montmartre ist eine deutsche Stummfilm-Liebesromanze aus dem Jahre 1925 von Friedrich Zelnik mit seiner Ehefrau Lya Mara in der Haupt- und Titelrolle.

## Handlung
Die Venus vom Montmartre, das ist die allseits beliebte und talentierte Tänzerin Joujou, eine flotte Pariserin durch und durch. Die anmutige junge Frau hat in Varietékreisen der französischen Hauptstadt rasch Karriere gemacht. Im legendären „Casino de Paris“ sorgt sie regelmäßig für ein volles Haus und feiert allabendlich Triumphe. Die Männerwelt liegt ihr zu Füßen. Neben dem Showtanz ist das Autofahren Joujous große Leidenschaft. Da sie einen recht übermütigen Fahrstil pflegt, kommt es eines Tages wie es kommen muss: Sie stößt mit dem Fahrzeug eines Anderen zusammen. Ihr „Opfer“ ist der schmucke Prinz von Chéran, der nur dank seiner beherzten Reaktion einen wirklich schweren Unfall verhindern kann. 
Dies ist der Beginn einer zarten Romanze, denn auch das Herz des Hochadeligen entflammt sogleich für die süße Joujou. Dies passt der Gräfin Sullivan überhaupt nicht ins Konzept, hat sie doch den Prinzen bislang als ihre „Beute“ und ihr „Eigentum“ betrachtet. Fortan setzt sie alles daran, das Glück zwischen dem Prinzen und der Venus vom Montmartre zu untergraben. Nach einigen Erfolgen, die die Gräfin mit ihren gesponnenen Intrigen vorübergehend zeichnen kann, siegt aber schließlich die reine Liebe zwischen dem Adeligen und seiner kleinen Tänzerin.

## Produktionsnotizen
Die Venus vom Montmartre entstand zum Jahreswechsel 1924/25 mit Außenaufnahmen in Paris, passierte die Filmzensur am 14. Februar 1925 und wurde am 3. März desselben Jahres uraufgeführt. Die Länge des mit Jugendverbot belegten Sechsakters betrug 2428 Meter.
Gustav A. Knauer entwarf die Filmbauten.

## Kritik
Die österreichische Fachpublikation Mein Film meinte: „Der […] Film spielt teils in einem köstlich gezeichneten Pariser Bohème-Milieu, teils in dem blendenden Rahmen Pariser Vergnügungsstätten. Die Hauptrolle wird von Lya Mara mit bezauberndem Charme gestaltet.“